# Liste der denkmalgeschützten Objekte in Trpísty
Grundlage dieser Liste der denkmalgeschützten Objekte in Trpísty ist die ÚSKP-Liste (Ústřední seznam kulturních památek České republiky, deutsch Zentrale Liste der Kulturdenkmäler der Tschechischen Republik), die von der tschechischen Denkmalschutzbehörde NPÚ (Národní památkový ústav, deutsch Nationale Denkmalbehörde) seit 1987 geführt wird und an die seit dem Jahr 1850 geschaffenen Listen anschließt.

## Denkmalgeschützte Objekte nach Ortsteilen

### Trpísty
| Lage                                            | Objekt                        | Beschreibung                  | ÚSKP-Nr.                  | Bild                          |
| ----------------------------------------------- | ----------------------------- | ----------------------------- | ------------------------- | ----------------------------- |
| beim Bahnhof (Standort)                         | Statue der hl. Jungfrau Maria | Statue der hl. Jungfrau Maria | 24031/4-1966 Info Katalog | Statue der hl. Jungfrau Maria |
| am Rand des Dorfes Richtung Pernarec (Standort) | Kapelle                       | Kapelle                       | 24895/4-1965 Info Katalog | Kapelle                       |
| Trpísty, Dorfplatz (Standort)                   | Kapelle                       | Kapelle                       | 20196/4-4771 Info Katalog | Kapelle                       |
| Trpísty 1 (Standort)                            | Schloss Trpísty               | Schloss                       | 15034/4-1963 Info Katalog | weitere Bilder                |
| am Dorfeingang vom Bahnhof aus (Standort)       | Grenz-Kreuz, Steinkreuz       | Grenz-Kreuz, Steinkreuz       | 35651/4-1964 Info Katalog | BW                            |